# The Mediator Between Head and Hands Must Be the Heart
The Mediator Between Head and Hands Must Be the Heart —en español: El mediador entre la cabeza y las manos debe ser el corazón— es el decimotercer álbum de estudio de la banda de thrash metal Sepultura, lanzado en 2013 por medio de la compañía discográfica Nuclear Blast. Ross Robinson estuvo a cargo de la producción, quien trabajó anteriormente en el álbum Roots (1996). El disco se compone de diez pistas musicales, entre ellos «The Age of the Atheist», el primer sencillo.
Desde su lanzamiento, el disco entró en varias listas de Europa y en Estados Unidos. The Mediator Between Head and Hands Must Be the Heart contó con la participación del baterista Eloy Casagrande, en reemplazo de Jean Dolabella. Casagrande sustituyó definitivamente a Dolabella, después que éste decidiera abandonar la agrupación para trabajar en varios proyectos personales.

## Canciones
Todas las letras escritas por Derrick Green and Andreas Kisser, toda la música compuesta por Kisser y Eloy Casagrande. 
| N.º | Título                                          | Duración |  |
| 1.  | «Trauma of War»                                 | 3:45     |  |
| 2.  | «The Vatican» (Renato Zanuto)                   | 6:33     |  |
| 3.  | «Impending Doom»                                | 4:15     |  |
| 4.  | «Manipulation of Tragedy»                       | 4:16     |  |
| 5.  | «Tsunami»                                       | 5:10     |  |
| 6.  | «The Bliss of Ignorants»                        | 4:51     |  |
| 7.  | «Grief»                                         | 5:34     |  |
| 8.  | «The Age of the Atheist»                        | 4:19     |  |
| 9.  | «Obsessed» (Dave Lombardo)                      | 3:53     |  |
| 10. | «Da Lama ao Caos» (Chico Science y Nação Zumbi) | 4:28     |  |

## Posicionamiento
| Lista          | Posición | Semanas |
| -------------- | -------- | ------- |
| Suiza          | 96       | 1       |
| Alemania       | 76       | 1       |
| Francia        | 153      | 1       |
| Bélgica        | 112      | 2       |
| Estados Unidos | 25       | 1       |

## Créditos
Sepultura
- Derrick Green − voz, percusión
- Andreas Kisser − voz, guitarra
- Paulo Jr. − bajo
- Eloy Casagrande − batería

Adicional
- Dave Lombardo − batería
- Fredo Ortiz - percusión
- Renato Zanuto - teclados
- Jaque Humara - voz

Técnico
- Ross Robinson − productor
- Steve Evetts - mezcla
- Alan Douches - masterización
- Alexandre Wagner - pintura
- Melissa Castro - foto
- Rob Kimura - layout
- Mike Balboa - asistente de estudio
- Gregoy Alan Coates - técnico